# Najiba Malikova
Najiba Malikova (en azerí: Nəcibə Məlikova) fue actriz de cine y de teatro de Azerbaiyán, Artista de Honor y del Pueblo de la RSS de Azerbaiyán (1974).

## Biografía
Najiba Malikova nació el 25 de octubre de 1921 en Bakú. En los años 1940-1943 estudió en la escuela de teatro de Bakú en la clase de la famosa actriz azerbaiyana, Fatma Gadri. Después de graduarse, empezó a trabajar en el Teatro Estatal de Drama de Ganyá. Desde 1952 interpretó en el Teatro Académico Estatal de Drama de Azerbaiyán.
La actriz fue galardonada con el título Artista de Honor de la RSS de Azerbaiyán en 1959 y Artista del pueblo de la RSS de Azerbaiyán en 1974.
Najiba Malikova murió el 27 de julio de 1992 en Bakú y fue enterrada en el Callejón de Honor.

## Actividades

### En teatro
- “Sheykh Sanan” de Husein Yavid – Khumar
- ”Vagif” de Samad Vurgun – Khuraman
- “Aydin” de Yafar Yabbarlí – Boyukxanim
- ”1905” de Yafar Yabbarlí – Sona
- ”Sevil” de Yafar Yabbarlí – Edelya
- ”La vida” de Mirza Ibragimov - Atlas
- ”La novia sin dote” de Aleksandr Ostrovski- Ogudalova

### Filmografía
- 1947 – “Fatali khan”
- 1950 – “Luces de Bakú”
- 1958 – “La madrastra”
- 1960 – “Aygun”
- 1961 – “Leyli y Mecnun”
- 1961 – “Leyenda de amor”
- 1963 – “¿Dónde está Ahmed?”
- 1965 – “Arshin mal alan”[3]
- 1968 – “Por la ley”
- 1981 – “La vida de Uzeyir”

## Premios y títulos
- Artista de Honor de la RSS de Azerbaiyán (1959)
- Artista del Pueblo de la RSS de Azerbaiyán (1974)